# Ван Лэй (баскетболист)
Ван Лэй (кит. упр. 王磊, пиньинь Wáng Lěi, род. 12 августа 1986, Цзинань, Шаньдун) — китайский профессиональный баскетболист, в настоящее время выступающий за клуб Китайской баскетбольной ассоциации «Баи Рокетс» и мужскую сборную КНР. Играет на позиции лёгкого форварда.

## Карьера
Родился в провинции Шаньдун, город Цзинань. В возрасте 11 лет переехал с родителями в Цзяоцзо (Хэнань), где на уровне школы начал заниматься баскетболом. В 2003 году вместе с И Цзяньлянем, Тан Чжэндуном и Чжан Цинпэном был приглашён в молодёжную сборную Китая. В 2008 году выступал за первую команду Китая на Олимпийском турнире в Пекине. Также приглашался в сборную для участия в Чемпионате Азии 2009 года. Вместе со сборной завоевал на турнире золотую медаль.

## Достижения
Китай :
- Чемпион Азии : 2009

 «Баи Рокетс»
- Чемпион Китая : 2006—07